# Marco Avirama
Marco Aníbal Avirama Avirama es un político y líder indígena colombiano. Nacido en el departamento del Cauca, es miembro del pueblo coconuco.

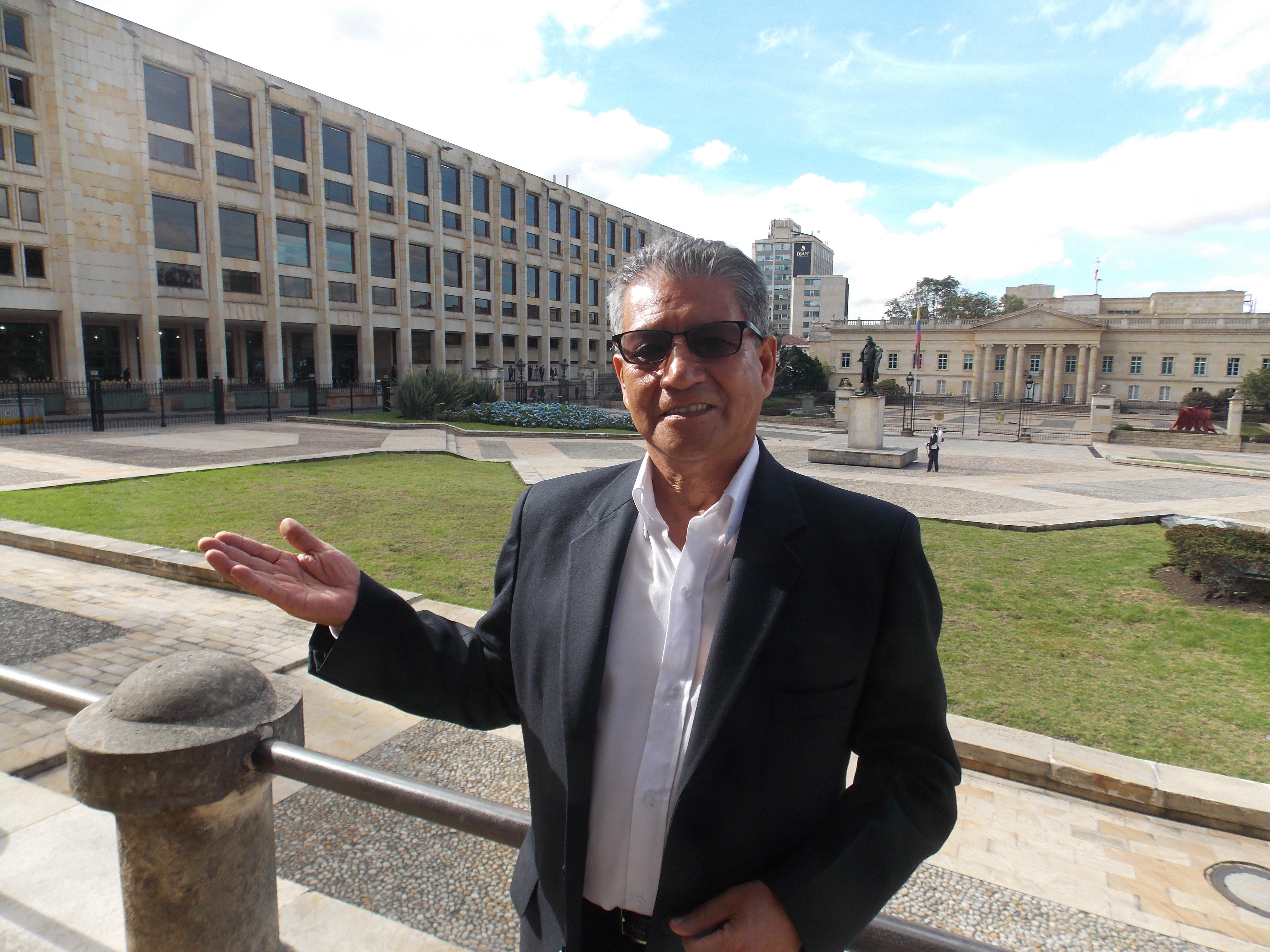
Senador Marco Aníbal Avirama frente a la plaza del palacio de Nariño, al fondo el edificio nuevo del Congreso de la república de Colombia, tomada en Bogotá.

## Biografía
En la década de 1970 se vinculó al movimiento indígena y fue presidente del Consejo Regional Indígena del Cauca (CRIC); posteriormente fue directivo de la Organización Nacional Indígena de Colombia (ONIC) y representante de los indígenas en diferentes juntas directivas de entidades estatales. Entre 2001 y 2003 fue diputado departamental del Cauca a nombre de la Alianza Social Indígena, partido que presidió entre 2003 y 2009, promoviendo el trabajo conjunto con otros movimientos independientes como el de Antanas Mockus y Sergio Fajardo.
En 2010 fue elegido Senador de la República por la circunscripción indígena.

### Senado 2010-2014
Presenta el proyecto de ley de uso terapéutico de aguas termales.

### Senado 2014-2018
Como Senador de Colombia para el periodo 2014-2018 es uno de los doce Senadores de la República que vota "SI" en el tratado de Libre Comercio con Corea el 3 de diciembre de 2014.